# 廖問之越V風雲
《廖問之越V風雲》是一部Channel V的電視劇，總長34分32秒。於2009年9月12日在Channel V播出。是Lollipop F阿緯的第2部作品。該劇劇情參考於葉問，《廖問之越V風雲》採用Lollipop F的威廉、JPM的小傑、超克7的小馬、小祿、李銓 ，黑Girl的MeiMei、丫頭

## 第一部作品-狼牙棒
狼牙棒是Channel V的賀年短劇，由阿緯編導，阿緯、敖犬、威廉主演，外景在星空傳媒公司的天台拍攝，因為長度只有8分20秒，所以短劇中的6個角色，都是由3位Lollipop F成員分飾多角。

## 只有一集?
雖然結尾為待續，但是廖問之越V風雲在首播2009年9月12日播出之後，就沒有任何續集播出

## 角色
| 演員       | 團體/隸屬單位 | 角色           | 出場時間    |
| ---------- | ------------- | -------------- | ----------- |
| 張世明     | Channel V     | boss           | 5:00        |
| 威廉       | Lollipop F    | 超級賽亞人     | 9:11        |
| 小傑       | JPM           | 廖問           | 0:00        |
| 小馬       | 超克7         | 馬浦將軍       | 0:09        |
| 小祿       | 超克7         | 馬浦將軍的助理 | 0:09        |
| 李銓       | 超克7         | 阿sir          | 9:44        |
| MeiMei     | 黑Girl        | 千面人         | 5:51~7:57   |
| 丫頭       | 黑Girl        | 小祿的老婆     | 20:50~21:54 |
| 丫頭的弟弟 |               | 丫頭的兒子     | 21:03~21:54 |